# Tickhill Castle
Tickhill Castle er en middelalderborg i Tickhill, der ligger på grænsen mellem Nottingham og Yorkshire West Riding i England. Det var en vigtig fæstning under kong Johns regeringstid.
Den blev grundlagt i 1000-tallet som en motte-and-bailey-fæstning kaldet Blythe Castle, der blev opført af Roger de Busli, der var en stor jordejer i Domesday Book, hvor han er noteret for 174 ejendomme i Nottinghamshire, som han fik tildelt af Vilhelm Erobreren. 
Det er en listed building af anden grad.